# Land of the living
Land of the Living – drugi album studyjny zespołu Milk Inc. i pierwszy zrealizowany w całości z wokalistką Lindą Mertens. Jego premiera miała miejsce 10 listopada 2000 roku. Single z tego krążka to tytułowe "Land of the Living", a także piosenki "Never Again", "Walk on Water" oraz "Livin' a Lie". Do wszystkich singli nakręcono wideoklipy. "Don't Cry" ukazał się jako singiel promocyjny. Do albumu został dołączony singiel "Losing Love".

## Lista utworów
1. "Never Again" 3:36
2. "Land of the Living" (Radio Mix) 3:19
3. "Walk on Water" (H2O Radio Mix) 3:12
4. "Don't Cry" 4:10
5. "Livin' a Lie" 5:08
6. "For No Reason" 3:16
7. "Sweet Surrender" (feat. Tony Hadley) 3:55
8. "Time Has Stood Still" (feat. John Miles Jr.) 4:26
9. "Midnight in Africa" (feat. K-Lab)6:18
10. "Losing Love" (Radio Edit) 3:23
11. "Land of the Living" (Kevin Marshall's Trance Remix) 6:39 (utwór dodatkowy)